# Lijst van presidenten van Armenië
Hieronder staat een chronologische lijst van presidenten van Armenië, inclusief de lijst van staatshoofden van diens voorloper de Democratische Republiek Armenië (1918-1920).

## Staatshoofden van de Democratische Republiek Armenië (1918-1920)

### Voorzitter van de Nationale Raad (1918)
| Voorzitter       | Periode       | Partij |
| ---------------- | ------------- | ------ |
| Avetis Aharonyan | mei-aug. 1918 | HHD    |

### Voorzitter van de Raad van Armenië (1918-1919)
| Voorzitter      | Periode   | Partij |
| --------------- | --------- | ------ |
| Avetik Sahakian | 1918-1919 | HHD    |

### Voorzitter van het Parlement (1919-1920)
| Voorzitter       | Periode   |
| ---------------- | --------- |
| Avetis Aharonian | 1919-1920 |

## Presidenten van Armenië (1991-heden)
| Nr. | President           | President                  | Ambtstermijn                       | Partij                          |
| --- | ------------------- | -------------------------- | ---------------------------------- | ------------------------------- |
| 1   | Levon Ter-Petrosian | Levon Ter-Petrosian (1945) | 11 november 1991 - 3 februari 1998 | Pan-Armeense Nationale Beweging |
| 2   | Robert Kotsjarian   | Robert Kotsjarian (1954)   | 4 februari 1998 - 9 april 2008     | Onafhankelijk                   |
| 3   | Serzj Sarkisian     | Serzj Sarkisian (1954)     | 9 april 2008 - 9 april 2018        | Armeense Republikeinse Partij   |
| 4   | Armen Sarkisian     | Armen Sarkisian (1952)     | 9 april 2018 - 1 februari 2022     | Onafhankelijk                   |
| -   | Alen Simonyan       | Alen Simonian (1980)       | 1 februari 2022 - 13 maart 2022    | Burgerlijk Contract             |
| 5   | Vahagn Khachaturian | Vahagn Khachaturian (1959) | 13 maart 2022 - heden              | Onafhankelijk                   |